# Ordiarp
Ordiarp település Franciaországban, Pyrénées-Atlantiques megyében. Lakosainak száma 552 fő (2022. január 1.). Ordiarp Ainharp, Aussurucq, Garindein, Gotein-Libarrenx, Idaux-Mendy, Lohitzun-Oyhercq, Musculdy és Pagolle községekkel határos.

## Népesség
A település népességének változása:
| Lakosok száma | 531  | 527  | 539  | 527  | 534  | 540  | 543  | 549  | 552  |
|               | 2013 | 2015 | 2016 | 2017 | 2018 | 2019 | 2020 | 2021 | 2022 |